# Hombre Ígneo
El Hombre Ígneo (Mark Raxton) (Inglés Molten-Man) es un supervillano ficticio que aparece en los cómics estadounidenses publicados por Marvel Comics. Su nombre también ha sido traducido al español como «El Hombre Fundido». Una vez un ingeniero químico que anhelaba hacerse rico, Mark Raxton se vio atrapado en un accidente en el que su cuerpo quedó cubierto por una aleación de metal líquido orgánico experimental, que le otorgó superpoderes, incluida la capacidad de generar calor y radiación extremos. Pasando a una vida de crimen, comenzó como un enemigo del superhéroe Spider-Man, pero finalmente fue redimido. También es el hermanastro de Liz Allan.
El personaje ha aparecido en varias formas de medios, incluidas series animadas y videojuegos. Una criatura basada en "Hombre Ígneo" apareció en la película de Marvel Cinematic Universe, Spider-Man: lejos de casa (2019), que en realidad era una ilusión creada por una serie de drones operados por Mysterio.

## Historial de publicaciones
El personaje fue creado por Stan Lee y Steve Ditko y apareció por primera vez en The Amazing Spider-Man #28 (septiembre de 1965).

## Biografía del personaje ficticio
Mark Raxton nació en la Ciudad de Nueva York. Era un científico que no podría esperar para usar sus habilidades para hacerse rico, y una vez trabajó en Industrias Oscorp, Inc., como el asistente de laboratorio del Dr. Spencer Smythe, creador de los Mata-Arañas. Raxton y Smythe desarrollaron una nueva aleación metálica líquida experimental para los Mata-Arañas a partir de un meteorito radioactivo, pero Raxton intentó robarlo y venderlo para su propio beneficio. En la lucha que siguió con Smythe en el laboratorio, Raxton derramó la aleación líquida encima de él, y su piel la absorbe y se vuelve dorada. Temiendo por su vida, Raxton corrió al hospital más cercano, sólo para descubrir que la aleación le había cambiado para mejor cuando golpeó furiosamente el casco de un motorista iracundo, deformándolo. Al darse cuenta del gran potencial que sus nuevas habilidades le proporcionaron, Raxton, ahora llamándose el Hombre ígneo se convirtió en criminal para promover sus logros. Peter Parker, como Hombre-Araña, fue obligado a casi perder su graduación de la secundaria para detener la primera ola de crimen del Hombre Ígneo. Fue liberado de la cárcel antes de tiempo, sólo para continuar con sus actividades delictivas. Sin embargo, fue nuevamente derrotado por el Hombre-Araña.
Con el tiempo, su cuerpo comienza a emitir calor intenso y a consumirse a sí mismo. Su piel metálica se fundió, y robó fragmentos del meteorito de un museo para crear una cura. Un encuentro con El Hombre-Araña provocó su hundimiento en el Río Este contaminado, que temporalmente revirtió el deterioro.
Después de algunos encuentros más con El Hombre-Araña, se reveló que la amiga de Peter, Liz Allan, era la media hermana de Raxton. Raxton irrumpió en una empresa farmacéutica para robar químicos que revertirían su condición permanentemente. Cuando el procedimiento falló, se volvió loco y secuestró a Liz. Liz fue salvada por El Hombre-Araña, pero el Hombre Ígneo fue sepultado al pie del laboratorio. Más tarde resurgió en el mismo lugar y de nuevo buscó a su hermana. El Araña impidió que el Hombre Ígneo le hiciera daño, lanzándolo en una piscina, para extinguir sus llamas y enfriar sus propiedades de fundición. Luego fue llevado a la Bóveda. Raxton comprendió que su media hermana era la única de su familia que no lo había abandonado. Fue liberado finalmente de la Bóveda y se acercó a Liz una vez más, esta vez para disculparse. El Hombre-Araña malinterpretó sus intenciones y luchó con él una vez más. Reconciliada con Raxton, Liz y su marido Harry Osborn le dio a Raxton un trabajo como jefe de seguridad de las Industrias Osborn. Hombre Ígneo más tarde se asoció con el Araña y el segundo Duende Verde contra Lápida y Cabeza de Martillo. Hombre Ígneo luego fue secuestrado junto con Liz, Normie Osborn, y El Hombre-Araña por Harry Osborn, que había sufrido un lapso mental, convirtiéndose en el malvado Duende Verde una vez más. Hombre Ígneo fue salvado por El Hombre-Araña. Hombre Ígneo y el Hombre-Araña se han vuelto amigos y el Hombre Ígneo ocasionalmente ha utilizado sus poderes para acudir en ayuda del Hombre-Araña contra otros supervillanos. Algunas veces ha sido un guardaespaldas para los amigos y familia de Peter Parker cuando los desastres abruman la ciudad.
Sin embargo, en los meses siguientes a la Saga Clon, Raxton fue secuestrado por Norman Osborn, el Duende Verde, y le lavó el cerebro. Bajo control mental, el Hombre Ígneo atacó y mató a la secuaz de Osborn, Alison Mongraine, la única persona que conocía la ubicación del bebé de Peter y Mary Jane. Mientras el Hombre Ígneo se recupera del control mental, él todavía lleva una pesada carga de culpa por el incidente.
Algún tiempo después de la muerte de Harry Osborn, Raxton es llamada cuando fuerzas misteriosas secuestran al hijo de Liz Allan, Normie. Utiliza su fuerza muscular y cerebro para ayudar al Hombre-Araña y al reportero del Daily Bugle Ben Urich a descubrir lo que pasó. 
Raxton luego es presionado en un grupo de supervillanos de nuevo cuando el Camaleón se le acerca y amenaza con matar a Normie si Raxton no se une a sus 'Exterminadores'. Raxton es forzado a atacar a Liz Allan.
Durante Civil War, Hombre Ígneo y Espantapájaros fueron utilizados como cebo para los Vengadores Secretos del Capitán América sólo para que el Castigador llegaran. Raxton queda en estado crítico tras ser atacado por el Castigador.
Raxton luego aparece, todavía en mal estado, bajo el cuidado de Liz Allan. Cuando Harry Osborn viene a visitar a Liz y Normie, él y Liz entran en una discusión. Escuchando a Liz pronunciar el nombre de Harry, Raxton despierta de repente y le ataca, gritando que Harry ha lastimado a su familia por última vez, y "morirá de verdad". El Hombre-Araña interviene, pero tiene problemas para combatir a Raxton, cuyos poderes han crecido en gran medida fuera de control. El Hombre-Araña logra atrapar a Raxton en asfalto, y Harry le proporciona una cura en la que Oscorp había estado trabajando usando al voluntario Charlie Weiderman, el otro "Hombre Ígneo". La cura funciona perfectamente, volviendo a Raxton a su estado humano original. Aunque finalmente se deshizo de la aleación, aún conservaba sus poderes, como la súper fuerza, la manipulación de la energía y un nuevo poder para incinerar cualquier cosa produciendo fuego desde sus palmas. Harry le construyó un traje especial con una parte de la aleación y su ADN, para ayudarlo a controlar sus poderes.
Cuando Liz Allan se convirtió en la jefa de Alchemax, usó la tecnología de vanguardia de la compañía para curar a Mark Raxton de su condición. Aunque lo vigilaban constantemente, Mark ya no era una amenaza para la sociedad y comenzó a trabajar como miembro de la fuerza de seguridad de Alchemax. Cuando Alchemax y Industrias Parker compitieron por un contrato para construir una nueva prisión, Mark y Tiberius Stone utilizaron las conexiones de Mark para contratar a Fantasma para sabotear a Industrias Parker.

## Poderes y habilidades
Al Hombre Ígneo le fueron dados poderes sobrehumanos después de la exposición a una aleación de metal líquido orgánico obtenido de un meteoro descubierto por Spencer Smythe. Su piel absorbe completamente la aleación experimental, convirtiendo todos los tejidos externos de su cuerpo en una sustancia sólida metálica, así como el tronco, cinturón y botas que llevaba al momento del accidente. Como resultado, Hombre Ígneo posee fuerza sobrehumana y su piel está compuesta de un metal sin fricción que le otorga un alto grado de resistencia a las lesiones físicas. Los dedos metálicos de Raxton son lo suficientemente sensibles como para abrir cerraduras (haciéndole un ladrón de cajas fuertes expertos), y su piel es tan resbaladiza que no puede ser contenida por las redes del Hombre-Araña. La piel del Hombre Ígneo también puede generar calor intenso, quemando a cualquiera que trate de tocarlo y disparar proyectiles de fuego a sus enemigos. En un momento, su piel era como lava fundida, permitiéndole proyectar radiación y calentarse hasta los 300 °F (149 °C). En su forma fundida, la piel del Hombre Ígneo puede alcanzar una etapa crítica, momento en el cual su piel podría derretirlo.
Además, a diferencia de la mayoría de los villanos más matones del Hombre-Araña, Hombre Ígneo tenía cerebro para complementar su fuerza física bruta. Un científico inteligente y sano completamente, Hombre Ígneo era lo suficientemente inteligente como para aprender de sus errores y no caer en el mismo truco dos veces. Él es un graduado universitario con una licenciatura en ciencias en ingeniería química.

## Otras versiones

### Ultimate Marvel
En Ultimate Marvel, Mark Raxton es un guitarrista en una banda local de punk rock, cuyo nombre se reveló más tarde que es "Hombre Ígneo" (Ultimate Spider-Man #78). En #78 una de sus canciones tiene la letra "Soy tu Hombre Ígneo, y te voy a derretir".
Aparece por primera vez en la historia 'Vertido', en el # 78, donde pide a Mary Jane Watson salga con él, y ella acepta de forma reacia, pero ella pasa la mayor parte de la noche hablando de Peter Parker, que acababa de romper con ella. Raxton sigue siendo un caballero todo el tiempo. Más tarde, se encuentra con Mary Jane en el centro comercial, y al enterarse de que el joven con él estaba era Peter, le dice "Bien por ti", y se va sin mayores incidentes.
Más tarde aparece en el # 88 de la tercera parte de la historia 'Marta Plateada', donde un miembro de clase de escuela secundaria de Peter se viste como el Hombre-Araña y sale corriendo delante de la prensa. Se revela que es Mark Raxton, que anuncia a los gritos a su banda del 'Hombre Ígneo' antes de ser arrastrado por la policía.

## En otros medios

### Televisión
- Hombre Ígneo aparece en la segunda temporada de El espectacular Hombre Araña[19] con la voz de Eric Lopez.[20] En esta versión, pasa a llamarse Mark Allan y es el hermano de Liz Allan, y como ella es re-imaginado como hispano. Mark Allan también tiene conexiones de apuestas con Blackie Gaxton. Mark es introducido en "Primeros Pasos", el quinto episodio de la temporada 2, al haber regresado recientemente después de pasar seis meses en el reformatorio. Está arrepentido de su pasado criminal, después de haber robado un coche para pagar deudas de juego. Él tiene una conexión romántica con Mary Jane Watson cual comienza casualmente, pero rápidamente se vuelve más seria. En "Subtexto", el undécimo episodio de la temporada 2, Gaxton le dice a Mark que puede pagar sus deudas al dejar que Miles Warren le inyecte nanobots en su torrente sanguíneo, lo que le convierte en el Hombre Ígneo. Su jefe, el Duende Verde, entonces chantajea a Mark para que mate al Hombre-Araña, a cambio del dispositivo que controla su transformación. Liz y Mary Jane intentan ambas de disuadir a Mark, pero él insiste en luchar contra el Araña y es derrotado. En el episodio "Noche de Apertura", el Hombre Ígneo es mostrado como un recluso en la Bóveda, y como los otros es liberado cuando el Duende Verde toma el control de la prisión con el Arácnido dentro. El Duende reactiva los poderes de Mark y le ordena que le ayude a los demás reclusos a matar al Hombre-Araña; él es derrotado junto con ellos cuando Walter Hardy libera gas de eliminación. En ambas batallas Mark resulta ser peligroso, pero fácilmente engañado, pues Peter le incita a cometer errores costosos.
- Hombre ígneo aparece en Ultimate Spider-Man: Web Warriors, con la voz de James Arnold Taylor.[21][20] En el episodio "Inhumanidad", se le mostró causando estragos en la costa donde robaba algo de oro hasta que lucha contra el Hombre-Araña y Triton. El calor del Hombre ígneo le da a Tritón una desventaja hasta que el Araña lo ayuda. El Hombre-Araña luego persigue a Hombre Ígneo en las calles y en un sitio de construcción donde usa cemento para ayudar a derrotar a Hombre ígneo. En el episodio "Concurso de Campeones" Pt. 1, el Gran Maestro empareja al Hombre ígneo con Kraven el Cazador y Rey Wendigo en un juego de "Último equipo en pie" contra el equipo de Coleccionista: el Hombre-Araña, Hulk y el Hombre de Hierro. Durante la batalla, el Hombre ígneo emboscó al Hombre de Hierro lo suficiente como para fusionar los circuitos en la armadura del Hombre de Hierro, eliminándolo del juego. El Hombre-Araña logró derrotar a Hombre Ígneo engañándolo para que se parara en un muelle lo suficiente como para que cayera en el lago lo suficiente para que lo sacaran del juego.
- Hombre ígneo aparece en el episodio de Spider-Man "Brand New Day", con la voz de Imari Williams.[22] Después de que Señor Negativo y sus Demonios Interiores usan una espada especial para ponerlo fuera de servicio, Hombre ígneo recupera y bloquea la batalla entre Spider-Man y Señor Negativo donde declara que los Demonios Internos están en su territorio. Tanto Hombre ígneo como Señor Negativo son derrotados por Spider-Man y luego enviados a la Bodega, una prisión de máxima seguridad.

### Película
- Un miembro de los Elementales inspirado en el Hombre Ígneo aparecerá en la próxima película Spider-Man: Lejos de casa.[23]"Hay tantos villanos de el Hombre-Araña de la galería de pícaros que quise profundizar un poco más de lo que cualquiera podría estar esperando... villanos como Hydro-Man y Molten Man, que pueden no estar en la lista más alta" dijo el director Jon Watts. "Pero eso abrió posibilidades visuales increíbles y plantea desafíos realmente peligrosos para el Hombre-Araña".[24] Fue identificado como un Elemental de Fuego, que puede alimentarse del metal y la energía del núcleo de la Tierra, y Mysterio afirmó que era responsable al destruir su Tierra. El Elemental de Fuego atacó Praga durante el Signal Festival, que pone en peligro a Ned y Betty Brant en una noria. Spider-Man en un traje de sigilo negro ayudó a Mysterio a luchar contra él. Cuando comienza a ser lo suficientemente grande para volverse más peligroso, Mysterio se lanzó al Elemental de Fuego para destruirlo desde dentro. Más tarde se reveló que el Elemental de Fuego y los otros elementales eran ilusiones creadas por Mysterio y sus compañeros ex empleados de Industrias Stark para obtener la tecnología Stark y hacer que Mysterio pareciera un héroe.

### Videojuegos
- Hombre Ígneo aparece en Marvel: Ultimate Alliance 2[25] con la voz de Andrew Kishino. Está entre los supervillanos bajo el control de los Nanocitos de Control utilizados por S.H.I.E.L.D. En la campaña Pro-Registro, es utilizado para ayudar a los héroes a luchar contra Goliath. En la campaña Anti-Registro, él y Hulka se muestran atacando a Capa y Daga hasta llegan que los héroes. Cuando los nanocitos adoptan una mente propia, Hombre Ígneo se encuentra entre los supervillanos que atacan ambos lados. Atacará que los héroes después de que reemplazaron los núcleos de energía necesarios para alimentar el portal que conduce fuera de la Prisión 42.
- Hombre Ígneo aparece en Marvel Future Fight.